# Asesinato de Francisco I. Madero y José María Pino Suárez

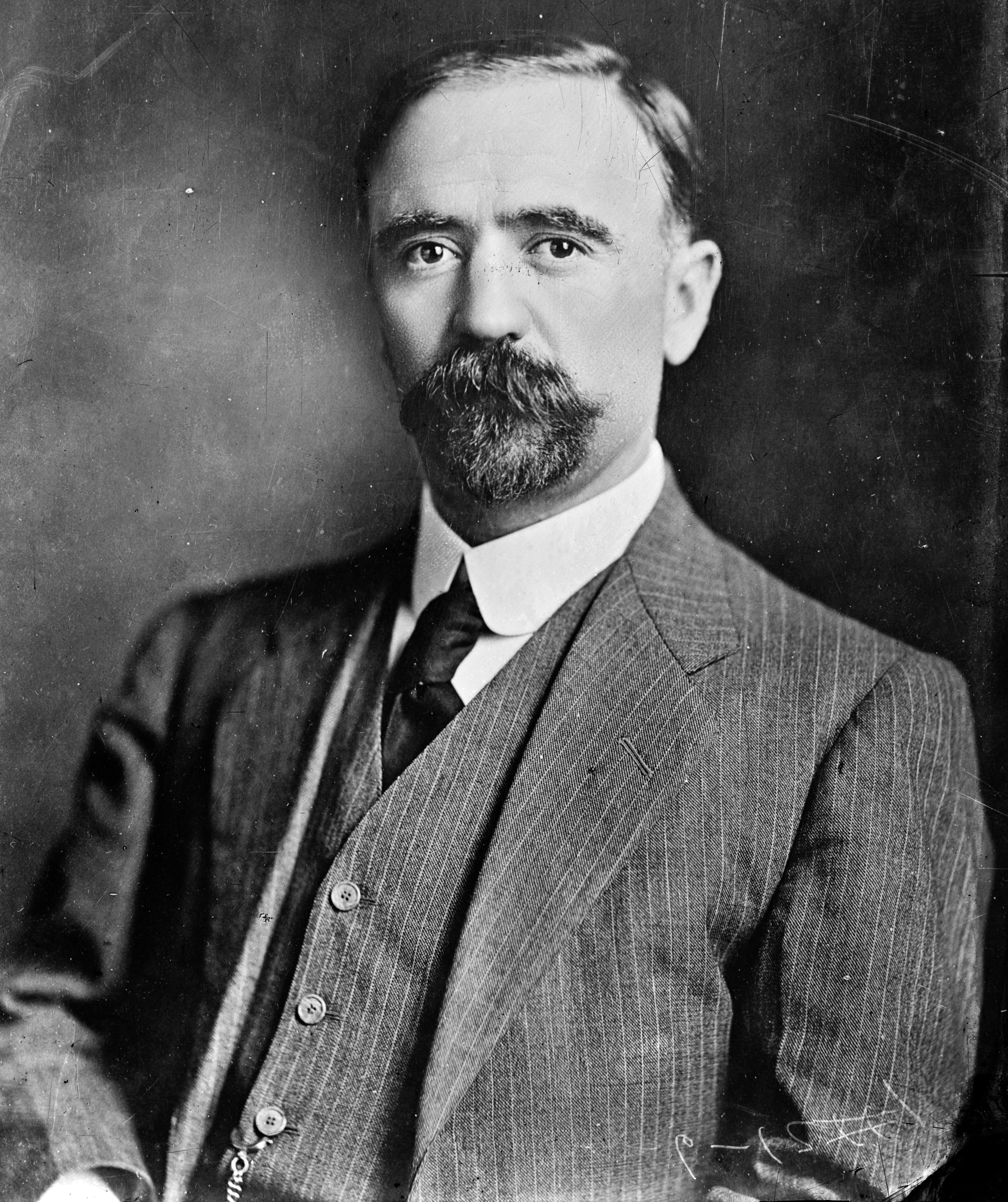
Francisco Ignacio Madero nació en Parras de la Fuente, Coahuila el 30 de octubre de 1873, fue un empresario y político. Fue presidente de México por quince meses hasta que el comandante de las fuerzas armadas Victoriano Huerta dio un golpe de Estado, derrocándolo y asumiendo el poder. Falleció asesinado el 22 de febrero de 1913 junto con su vicepresidente José María Pino Suárez en lo que fue conocido como la Decena Trágica.

El asesinato de Francisco I. Madero y José María Pino Suárez, el presidente y el vicepresidente de México, sucedió el 22 de febrero de 1913 en el Palacio de Lecumberri de la Ciudad de México. Fue perpetrado por el comandante de las Fuerzas Armadas, Victoriano Huerta quien, tras traicionar a Madero y Pino Suárez, dio un golpe de Estado y obtuvo el poder por poco más de un año hasta su renuncia el 15 de julio de 1914.
El asesinato de Madero y Pino Suárez ocurrió a pesar de que ministros de varios países solicitaron que se preservara la vida de Madero. Gustavo A. Madero, tres días antes de la muerte de su hermano, fue asesinado brutalmente por las fuerzas del general Félix Díaz en La Ciudadela de la Ciudad de México por órdenes directas de Huerta. Madero y Pino Suárez fueron obligados a firmar sus renuncias, sin tener conocimiento de la muerte de Gustavo.
La muerte del presidente y su vicepresidente nunca fue manejada como un "asesinato" por los periódicos nacionales. El 24 de febrero, Madero fue enterrado en el cementerio de la Piedad. El funeral atrajo a cientos de simpatizantes de Madero. La represión de Huerta continuó: disolvió el Congreso y asesinó a varios diputados. La ocupación de Veracruz por parte de los soldados estadounidenses y la derrota de las fuerzas federales en Zacatecas llevaron a Huerta a renunciar al poder y huir del país. Tras su renuncia fue sucedido interinamente por Francisco Carvajal, quien rendiría al Ejército Federal en Teoloyucan. Más tarde llegó al poder Venustiano Carranza, uno de los líderes revolucionarios, hasta su asesinato el 21 de mayo de 1920.

## Antecedentes

### Plan de San Luis
El 5 de octubre de 1910 fue proclamado en San Antonio, Texas el Plan de San Luis. El plan instó al pueblo a tomar las armas para derrocar al gobierno de Porfirio Díaz, además de buscar elecciones democráticas y libres. Provocó levantamientos armados en el país que culminaron con las firma de los Tratados de Ciudad Juárez.

### Tratados de Ciudad Juárez
El 21 de mayo de 1911 se firmaron los Tratados de Ciudad Juárez, los cuales estipulaban un cese a las hostilidades entre el gobierno y los revolucionarios, amnistía para todos los revolucionarios, el establecimiento de pensiones, entre otras cosas. Además de que Porfirio Díaz renunciaría al poder permitiendo que se celebraran elecciones. Como resultado Díaz decidió abandonar México para autoexiliarse en Francia. El 31 de mayo, zarpó a bordo del Ypiranga con rumbo a Europa.

### Gobierno interino de Francisco León de la Barra y elecciones extraordinarias
En función de los Tratados de Ciudad Juárez, el 25 de mayo de 1911, Francisco León de la Barra fue nombrado Presidente Interino. La función del gobierno de De la Barra era la de buscar la paz y convocar a elecciones. Sin embargo el interinato se extendió seis meses, durante los cuales la situación del país empeoró. «Una extensión del porfiriato, sin don Porfirio».
De la Barra buscó apresurar la desarticulación de las fuerzas revolucionarias, sin embargo Zapata se negaba a hacerlo debido al incumplimiento de la repartición de tierras ofrecida por Madero en el Plan de San Luis. Esto, aunado a las fuertes y violentas represiones del gobierno a los zapatistas, dificultó y finalmente impidió las negociaciones entre Madero y Zapata. Finalmente esta caótica situación finalizó en un rompimiento entre los revolucionarios y Madero. La problemática situación provocó que Andrés Molina Enríquez proclamara el Plan de Texcoco desconociendo a de la Barra, sin embargo el plan fracasó.
En medio de los conflictos entre zapatistas y maderistas, el gobierno organizó elecciones presidenciales y vicepresidenciales, en las cuales el Partido Constitucional Progresista postuló a Madero, el Partido Liberal Radical a Francisco León de la Barra y el Partido Liberal Puro a Emilio Vázquez Gómez.

### Segmentación maderista
Francisco I. Madero fue elegido presidente de México y José María Pino Suárez fue elegido vicepresidente. El 6 de noviembre de 1911 Madero tomó posesión como presidente. Inmediatamente Madero exigió la rendición de los grupos revolucionarios, con lo cual se ganó una «rivalidad política» con Pascual Orozco.
Las fuertes acciones del gobierno de la Barra contra Zapata provocaron que este considerara un traidor a Madero, por lo cual, además de otros factores como el encarcelamiento de Juan M. Banderas, el 28 de noviembre del mismo año, proclamó el Plan de Ayala en el cual denunciaba a Madero y en su lugar reconocía a Pascual Orozco como presidente legítimo y líder de la revolución. Vázques Gómez hizo lo mismo con su Plan de Tacubaya, el 31 de octubre de 1911, en el cual desconocía a Madero y Pino Suárez; y Bernardo Reyes hizo lo propio el 16 de noviembre de 1911 con su Plan de la Soledad.
Además en el plan, Zapata presentaba las demandas de la causa agraria, como la restitución de tierras de aldeas tomadas durante el Porfiriato y la redistribución agraria, la revolución agraria continuaba, puesto que los zapatistas «exigían estos derechos con armas». El primer acto de Madero después de la firma de los tratados de Ciudad Juárez fue un gesto de reconciliación con el régimen de Díaz, eligió en su mayoría a maderistas de la clase alta para su gabinete, además mantuvo el sistema federal. Cuando Orozco trató de postularse para gobernador del estado de Chihuahua, Madero apoyó a su oponente Abraham González. Tras la proclamación del Plan de Ayala Madero ordenó a Orozco dirigir las tropas federales para reprimir a Zapata, Orozco se negó. En marzo de 1912, Orozco dio a conocer su Plan de la Empacadora y formalmente se declaró en rebelión contra Madero.
Por otro lado el revolucionario Francisco Villa se mantuvo fiel a Madero, fidelidad no correspondida puesto que Madero obligó a Villa a unir fuerzas con Huerta para combatir a Orozco. Cuando Villa fue apresado, Madero no buscó su liberación. Tras el asesinato de este, Villa continuó su lucha revolucionaria llegando a reunir un ejército de más de 3000 hombres para finales de 1913.

## Decena Trágica
Se conoce como Decena Trágica al periodo de diez días  — del 9 a 19 de febrero de 1913— en el que llegó a su culminación el gobierno de Francisco I. Madero. Se trató de un golpe de Estado perpetrado por Victoriano Huerta y algunos militares leales al régimen porfirista, que además, recibieron el apoyo de Henry Lane Wilson embajador estadounidense en México, quien mantuvo una buena relación con Porfirio Díaz; sin embargo, al saber que Madero no representaría ningún beneficio para su embajada decidió apoyar el movimiento golpista. Tras reunirse con Huerta y algunos de sus generales Wilson expresó su apoyo y contribuyó en gran parte a incrementar la presión, difundiendo noticias alarmantes y sugiriendo al presidente William Howard Taft, la necesidad de una intervención armada o incluso derrocar al régimen maderista.
El suceso inició la madrugada del 9 de febrero de 1913 en la Ciudad de México, cuando un grupo de cadetes de la Escuela Militar de Aspirantes de Tlalpan y la tropa del cuartel de Tacubaya se levantaron en armas, comandados por los generales Manuel Mondragón y Gregorio Ruiz, se dirigieron a Santiago Tlatelolco y a Lecumberri, donde pusieron en libertad a los generales Bernardo Reyes y Félix Díaz. Lauro Villar comandante de las fuerzas defensoras y fiel a Madero sometió la rebelión. En esta batalla falleció Reyes, lo cual obligó a Díaz y a Mondragón a cambiar de estrategia, defendiéndose en La Ciudadela.
Previamente, Bernardo Reyes tras un intento de sublevación poco exitoso (llamado Plan de la Soledad) en San Antonio regresó derrotado a México y se entregó voluntariamente el 25 de diciembre de 1911 en Linares, Nuevo León, desde donde fue trasladado a la cárcel militar de Santiago de Tlatelolco. Félix Díaz encabezó otro levantamiento en Veracruz el 16 de octubre de 1912, con la intención de restablecer el régimen porfirista, pero fue contenido rápidamente por las fuerzas federales y encarcelado en el Palacio de Lecumberri. Madero decidió no ejecutarlos.
Además, Madero designó a Huerta, ya involucrado en la intriga, Comandante Militar de la Plaza, en sustitución del General Lauro Villar, quien había sucumbido en la defensa del Palacio Nacional.
El 10 de febrero, Félix Díaz y agentes huertistas llegaron a acuerdos para continuar con la revuelta. Madero intentó nombrar a Felipe Ángeles como Jefe de la Plaza, pero el ministro de Guerra impuso a Huerta argumentando el respeto al escalafón. Madero accedió una vez más.
Para el 11 de febrero, Félix Díaz "el sobrino de su tío" y Huerta se reúnen personalmente, al tiempo que el embajador Wilson visitó al presidente de la República: le expresa sus simpatías por Félix Díaz y lo amenaza con la intervención militar en caso de cualquier daño que se cause a los extranjeros. Al día siguiente, se suspendió la energía eléctrica en la ciudad, lo cual generó pánico entre la población. Huerta disimula sus afinidades, en el afán de no mermar a las fuerzas de Félix Díaz, que continúan amagando a las fuerzas leales a Madero; el plan era demostrar que el gobierno de Madero es incapaz de frenar la sublevación.
Durante la jornada del 13 de febrero, los cañones de los golpistas destrozaron la “Puerta Mariana” del Palacio Nacional, y el embajador Wilson envió al Presidente Taft informes alarmistas y exagerados sobre lo que estaba sucediendo, para promover la intervención.

### Marcha de la Lealtad
Madero que se encontraba en el Castillo de Chapultepec fue informado por teléfono de lo sucedido, alrededor de las 7 horas. Se reunió al pie del Castillo de Chapultepec con los cadetes del Heroico Colegio Militar quienes se mantuvieron fieles al gobierno de Madero. Desde allí emprendieron una marcha hasta el Palacio Nacional, pasando por el Paseo de la Reforma. El grupo fue acompañado por gendarmes armados reunidos por Federico González Garza, que finalmente entraron al Palacio Nacional. Esta marcha fue conocida como la Marcha de la Lealtad.

### El regreso de Madero al Palacio Nacional
Tras la defensa del Palacio Nacional, el comandante de la Plaza Lauro Villar resultó herido por lo cual Madero designó a Victoriano Huerta para ese cargo. Al llegar a Palacio, el presidente estructuró la defensa, reunió a varios cuerpos militares, y buscó personalmente a Felipe Ángeles y a sus tropas, que se encontraban combatiendo a Emiliano Zapata. Huerta se decidió a no atacar «seriamente» La Ciudadela, durante diez días las fuerzas federales se enfrentaron contra los rebeldes, Huerta se reunió con los sublevados y llegó a un acuerdo con ellos.
El 12 de febrero Madero se reunió con el embajador estadounidense (Wilson), el ministro inglés y el ministro alemán quienes le mostraron su preocupación. Tres días después Wilson comisionó al ministro español para hablar con Madero, el ministro español le informó que su única salida era su renuncia. El secretario de Relaciones Exteriores, Pedro Lascuráin, convocó a algunos senadores, quienes hablaron con Madero y le informaron que con su renuncia y la de Pino Suárez «se haría la paz en el país». Tras esto el presidente expresó: «sólo muerto o por mandato del pueblo abandonaré el Palacio Nacional».

### Pacto de La Ciudadela
El 17 de febrero el hermano del presidente Gustavo Adolfo Madero y Jesús Urueta descubrieron la traición de Huerta, quien estaba en tratos con Díaz y Wilson, en lugar de combatirlos. Gustavo detuvo a Huerta y lo llevó ante Madero, frente al presidente, Huerta negó haber participado en la conspiración, Madero lo liberó y le concedió las 24 horas que solicitó para comprobar su lealtad. El 18 de febrero Huerta y Díaz firmaron oficialmente el Pacto de la Ciudadela, con el cual pusieron fin a la Decena Trágica y en el cual desconocían a Madero como presidente y establecían que en menos de 72 horas Huerta se convertiría en presidente provisional. Minutos después Huerta envió un telegrama a varios gobernadores informando que había tomado el poder y que el presidente y su gabinete se hallaban presos.

## Detención de Madero y Pino Suárez
Finalmente el 18 de febrero finalizó la decena trágica. El general Aureliano Blanquet habló con Madero y le aseguró su lealtad y la de Huerta, momentos después con la excusa de un creciente peligro el teniente coronel Jiménez Riveroll habló con Madero y le informó que sería llevado a un lugar seguro. Federico González Garza descubrió lo que sucedía cuando un pelotón entró al Palacio Nacional, entonces gritó: «¡Vienen a aprehender al presidente Madero!». Sin embargo tras una serie de sucesos Riveroll es asesinado y el pequeño pelotón se muestra fiel a Madero. Los ministros presentes en el acto escapan en búsqueda de Blanquet, este al verlos ordenó arrestarlos. Madero bajó al patio de Palacio y se encontró con los soldados del 29.º Batallón, pero el general Blanquet llegó a su encuentro y apuntándole con una pistola le informó que ahora era un prisionero, Madero se rindió.
Para la noche del 18 de febrero Madero, Pino Suárez, Felipe Ángeles y Gustavo Madero se encontraban detenidos en el Palacio Nacional. Durante su detención Madero se entrevistó con el embajador de Cuba, Manuel Márquez Sterling.

### Asesinato de Gustavo A. Madero
Horas antes de la detención de Madero y sus ministros, su hermano Gustavo A. Madero comía en el restaurante Gambrinus donde fue abordado por Huerta, allí le solicitó su pistola y salió del restaurante, instantes después un grupo de soldados arrestó a Gustavo y lo trasladó a la Ciudadela. En la madrugada del 19 de febrero en la ciudadela Gustavo fue brutalmente asesinado. Fue golpeado, pateado, incluso con una bayoneta le arrancaron un ojo falso.
El asesinato precipitó los acontecimientos posteriores. En el sitio del asesinato permanece una placa que recuerda el hecho. Tras días de incertidumbre el cuerpo de Gustavo fue enterrado en el Cementerio de la Piedad; se le permitió a la familia realizar el funeral de Gustavo con la condición de enterrarlo "calladamente". Al entierro asistieron muy pocas personas.

### Renuncia de Madero y Pino Suárez
Al saber de la detención de Madero y Pino Suárez los ministros de Alemania, Chile, Cuba, Reino Unido, Japón y Brasil solicitaron que preservara la vida de Madero. Sterling ofreció a Madero y Pino Suárez asilo político, incluso solicitó al embajador estadounidense que intercediera. Con la idea de que sería respetada su vida y la de sus familiares Madero y Pino Suárez firmaron su renuncia, después de que Lascuráin se lo solicitara.
Con la firma de las renuncias «terminaba el gobierno democrático y liberal por el que había luchado Madero». Tras la caída de Madero, Félix Díaz informó de ello a su tío quien le responde: «Me siento orgulloso». Consternados por la muerte de Gustavo, la familia Madero luchó por preservar la vida de Madero y Pino Suárez, Huerta por otro lado buscó que el golpe de Estado estuviera «revestido por la legalidad». Tras la renuncia de Madero y Pino Suárez, Lascuráin ascendió al poder, sin embargo este cargo lo desempeñó solamente por 45 minutos en los cuales nombró secretario de Gobernación a Huerta y presentó su renuncia. Una de las primeras medidas de Huerta como presidente fue ordenar el asesinato de Madero y Pino Suárez.

## Asesinato de Madero y Pino Suárez
Madero sin conocer la muerte de su hermano y siendo presionado por sus amigos y familiares firmó su renuncia, caso similar el de Pino Suárez, ambos tras firmar sus renuncias se mantuvieron positivos, llegando a creer que serían deportados a Cuba. Por la mañana tras conocer la muerte de su hermano, Madero «se derrumbó».
A las 10 de la noche del 22 de febrero de 1913, cuando se disponían a dormir, Madero y Pino Suárez fueron interrumpidos por el coronel Joaquín Chicarro, quien les informó que serían trasladados a la penitenciaria. Sabiendo que el final estaba cerca Madero se despidió de Felipe Ángeles con un «adiós mi general, nunca volveré a verlo». Finalmente cerca de las 11 de la noche, Madero fue subido a un automóvil Protos y Pino Suárez en un Peerless o un Packard.
Fueron trasladados al Palacio de Lecumberri en donde a su llegada se les informó que debían entrar por la puerta trasera. En ese momento Madero le dice al mayor Francisco Cárdenas que atrás no había ninguna puerta. Los automóviles se detuvieron; Cárdenas obligó a bajar a Madero, en cuanto bajó le disparó en la cabeza, muriendo instantáneamente. Pino Suárez también fue obligado a bajar de su auto; al bajar el teniente Rafael Pimienta le disparó. Al ver el fin de Madero, trató de huir herido por el primer balazo y a la vez gritando «¡Socorro, me asesinan!»; tras esto Pimienta y los soldados que los acompañaban le dispararon.
En total, Madero recibió 2 disparos en la cabeza, Pino Suárez recibió 13 disparos también en la cabeza. La versión oficial del suceso fue: «Al llegar al tramo final del camino a la Penitenciaría, fueron atacados por un grupo armado, en medio del ataque los prisioneros trataron de huir por lo cual resultaron muertos». Debieron pasar varios años para que se difundiera una versión más real. Los cadáveres fueron enterrados en fosas en la parte trasera de la Penitenciaría, además se disparó contra los automóviles para confirmar la versión oficial de los hechos. Al día siguiente se difundió la noticia.

### Funerales de Madero
Madero y Pino Suárez fueron enterrados en las afueras de Lecumberri, lo cual enfureció a Huerta; éste ordenó exhumarlos y trasladarlos al anfiteatro para poder respetar la versión oficial. Tiempo después del asesinato, se realizó la autopsia del cadáver de Madero. Según esta Madero «no habría podido llegar a la vejez, debido a su hipertensión», además «la bala interesó todos los órganos correspondientes de la región, fracturó la escama del hueso occipital y base del cráneo». La segunda bala «recorrió una trayectoria paralela». La noticia de la muerte de Madero y Pino Suárez nunca fue manejada como un asesinato, además la información publicada por los periódicos nacionales «parecía provenir de la misma fuente».
El 24 de febrero las personas conocieron el final de estos funcionarios, conforme avanzó el día las personas comenzaron a reunirse en la zona donde se encontraban los cadáveres. «Se escuchaban lamentos y plegarias, la gente lloraba». Poco después de las 10 de la mañana llegó a donde se encontraba el cadáver de Madero la carroza fúnebre, en un elegante ataúd los restos fueron retirados. Se inició una pequeña manifestación que fue rápidamente reprimida por la policía. El pueblo se estremeció ante la noticia, la devoción los llevó a convertir a Madero en un mártir, el cadáver reunió a más de 2.000 personas.
El cortejo fúnebre se dirigió al Panteón Francés de La Piedad, donde ya lo esperaba la familia Madero. La condición del entierro fue que debía ser rápido y sin abrir el ataúd; sin embargo, en un descuido se abrió el ataúd y se le permitió a la viuda darle un beso al cadáver de su esposo. Algunas fuentes informaron que la viuda de Madero se suicidó sobre el cuerpo de su esposo, sin embargo esa información fue desmentida.
La idea de que la vida de Madero y Pino Suárez sería respetada llevó a la familia Madero y Pino Suárez a trasladarse a Veracruz, a esperar la llegada de ellos y poder zarpar a Cuba; sin embargo, ahí llegó la noticia del asesinato, la cual afectó tanto a María Cámara viuda de Pino Suárez que fue incapaz de asistir al funeral de su esposo, su lugar lo ocupó su hijo Alfredo, de 14 años de edad.

### Reacciones
Las reacciones no se hicieron esperar el 23 de febrero el New York Times publicó la noticia con el título «Madero asesinado de un tiro en la cabeza», donde además se explicó que Huerta prometió hacer una investigación completa. Los exmandatarios Francisco León de la Barra, Pedro Lascuráin; el primero sugirió a Madero renunciar para salvarse y después se coludió con Lane Wilson, formando parte del primer gabinete de Huerta en el que estuvieron incluidos Rodolfo Reyes, Toribio Esquivel Obregón y Mondragón; aunque el último por medio de la renuncia trato de salvar a Madero. El último Porfirio Díaz que se encontraba en el exilio en Francia, lamentó los hechos y se indignó al saber que su sobrino Félix fue uno de los golpistas y su yerno Ignacio de la Torre estuvo involucrado en el asesinato ya que alquilo un coche de sitio a su empleado de confianza, el mayor de rurales, Francisco Cárdenas, a quien presentó ante Huerta. La embajada brasileña también reaccionó. El ministro de Japón Kumaichi Horiguchi dio protección a la familia de Madero en su embajada hasta que Márquez Sterling los sacara del país. Se iniciaron varias pequeñas revueltas contra Huerta, Heriberto Barrón reunió varias pruebas que «confirmaban la responsabilidad de Huerta».
El presidente estadounidense se mostró «horrorizado por el asesinato» y se negó a reconocer al «régimen de sus asesinatos». Los enemigos de Madero festejaron la muerte de Madero y Pino Suárez y organizaron celebraciones públicas para festejar el acontecimiento. Carranza por otro lado, a pesar de su mala relación con Madero, acusó a la iglesia del asesinato sin mostrar pruebas.

## Consecuencias
Tras la renuncia de Madero y Pino Suárez, el secretario de Relaciones Exteriores Pedro Lascuráin tomó posesión como presidente interino. Su único mandato fue el de nombrar a Victoriano Huerta secretario de Gobernación, 45 minutos después de tomar posesión renunció, convirtiéndose en el presidente con menor tiempo en el poder en la historia de México. Tras su renuncia Huerta fue nombrado presidente.
Venustiano Carranza buscó que finalizara el gobierno de Huerta con el Plan de Guadalupe en donde también desconoció a Huerta, todo esto con el apoyo de Álvaro Obregón y Emiliano Zapata. La presión de las revueltas, las pérdidas de las fuerzas federales ante Carranza y la invasión estadounidense llevaron a que el día 15 de julio de 1914 Huerta renunciaría al poder. Tras su renuncia huyó del país. Fue sucedido por Francisco Carvajal quien menos de un mes después entregó el poder a Carranza. Emiliano Zapata realizó reformas a su Plan de Ayala en las cuales desconocía al gobierno usurpador.

### Estados Unidos
Poco después de que Huerta tomara el poder, Woodrow Wilson asumió la presidencia de los Estados Unidos. Wilson rechazó el gobierno de Huerta pues consideraba «inmoral» un gobierno «instituido por la fuerza». La postura de Wilson fue firme a pesar de las presiones ejercidas por capitalistas con intereses en México. Wilson envió observadores para informarse sobre la verdadera situación en México.
El gobierno de Huerta no fue reconocido por países como Argentina, Brasil, Cuba y Chile, mientras que países como Alemania, Austria-Hungría, Colombia, Costa Rica, China, Holanda, Reino Unido, Italia, Japón (aunque el país condenó el asesinato de Madero) y otros, extendieron su reconocimiento al gobierno usurpador. Wilson inició una nueva política hacía México, pidió a países europeos el desconocimiento del gobierno de Huerta, sin embargo estos se negaron y reconocieron al gobierno, Wilson no siguió su ejemplo y atacó más fuertemente al gobierno mexicano. Buscó además la realización de elecciones, sin embargo Huerta se negó.
Tras varios meses de conflictos, el gobierno estadounidense acabó con el apoyo al gobierno usurpador, el conflicto se agravó durante 1914, el 9 de mayo se suscitó el Incidente de Tampico y días más tarde la Armada de los Estados Unidos ocupó el puerto de Veracruz para evitar que el dictador se «armara desde Europa».

### Los asesinos
Tras el asedinato, el embajador estadounidense Henry Lane Wilson fue destituido de su cargo por su supuesta complicidad. Falleció el 22 de diciembre de 1932. Alberto García Granados fue capturado por los carrancistas en la capital del país, siendo sometido ante un consejo de guerra y posteriormente fusilado. Victoriano Huerta, tras su renuncia huyó del país, pasando algún tiempo en España. Huerta era un alcohólico desde antes del asesinato de Madero y Pino Suárez. Tras su traición se entregó aún más a la bebida. Finalmente, con la salud dañada por el alcohol, falleció el 13 de enero de 1916 en El Paso, debido a una cirrosis hepática.
Aureliano Blanquet, tras la caída del régimen de Huerta se refugió en Cuba, regresando en 1918 para apoyar las revueltas de Félix Díaz. Sin embargo fue perseguido por las fuerzas del general Guadalupe Sánchez, falleció el 15 de abril de 1918 tras caer de la Barranca de Chavaxtla en Veracruz, tras un tiro de gracia fue decapitado. Manuel Mondragón se exilió a España después de ser destituido por Huerta del cargo de Secretario de Guerra y Marina, el 28 de septiembre de 1922 falleció en San Sebastián.
Francisco Cárdenas fue el encargado de asesinar a Madero. Tras el suceso huyó del país, refugiándose en Guatemala. Luego de solicitar su extradición, fue detenido por la policía de ese país. El 29 de noviembre de 1920 se suicidó. A Félix Díaz «la sombra de Porfirio Díaz (su tío) lo persiguió toda su vida». Falleció mientras dormía el 9 de julio de 1945.